# Røntgenium
Røntgenium (eller roentgenium, også kaldet unununium og eka-guld) er det 111. grundstof i det periodiske system, og har det kemiske symbol Rg: Dette radioaktive overgangsmetal findes ikke i naturen, men kan fremstilles ad kunstig vej i laboratorier.

## Egenskaber
Hvis man kunne fremstille synligt store mængder røntgenium, vil man formodentlig opleve et metal med en ekstrem høj massefylde. Stoffet står i det periodiske systems gruppe 11, sammen med kobber, sølv og guld: Selv om kobber og guld har udprægede rødlige og gule farver, tyder beregninger over røntgeniums elektronstruktur på at stoffet vil have en neutral, "hvid" farve som sølv.
Selv om gruppe 11 traditionelt omtales som møntmetaller er det dog tvivlsomt om røntgenium vil blive brugt til dette formål, blandt andet fordi det et stærkt radioaktivt.

## Fremstilling af røntgenium
Røntgenium fremstilles kunstigt ved at accelerere ioner af relativt lette grundstoffer mod et "mål" af tungere grundstoffer; ved nogle få af disse kollisioner sammenføjes kernerne af de to involverede grundstoffer til en ny kerne; enten røntgenium, eller et andet grundstof som siden henfalder til en isotop af røntgenium. Denne metode er i sagens natur ikke synderlig effektiv, og man når kun at fremstille ganske få atomer inden de henfalder.

## Historie
De første forsøg på at skabe røntgenium-atomer foregik ved det Forenede institut for kerneforskning i Dubna i det daværende Sovjetunionen, hvor man lod kerner af nikkel kollidere med vismut – dog uden at kunne konstatere dannelsen af grundstof nummer 111.
Til gengæld var der ikke tvivl om resultatet, da et forskerhold under ledelse af Peter Armbruster og Gottfried Münzenber gentog det sovjetiske forsøg: I kollisionen mellem 209Bi og 64Ni i en lineær accelerator lykkedes det at skabe tre røntgenium-atomkerner (alle 272Rg). Følgende ligning symboliserer reaktionen:
{\displaystyle \mathrm {{}^{64}Ni+{}^{209}Bi\longrightarrow {}^{272}Rg+{}^{1}n} }
Navnet røntgenium blev endeligt vedtaget 1. november 2004, til ære for Wilhelm Conrad Röntgen. Før da havde stoffet det midlertidige navn unununium, og symbolet Uuu.

## Isotoper
Der kendes tre røntgeniumisotoper. Den længstlevende er 280Rg, som henfalder vi alfa-henfald og har en halveringstid på 3,6 sekunder. Den med kortest halveringstid (1,5 ms) er 272Rg. Den sidste kendte isotop er 279Rg, som har en halveringstid på 170 ms.